# نبردهای هیلو
نبردهای هِیلو (به انگلیسی: Halo Wars) یکی دیگر از سری بازی‌های رایانه‌ای هیلو است. این بازی در سبک استراتژی هم‌زمان و علمی-تخیلی بوده که توسط استودیو بازی‌سازی انسمبل طراحی و استودیو مایکروسافت آن را منتشر کرد. نبردهای هیلو برای نخستین بار در ۲۶ فوریه ۲۰۰۹ و در دو منطقه ژاپن و استرالزی، به شکل هم‌زمان انتشار یافت. یک روز بعد در منطقه اروپا و در ۳ مارس ۲۰۰۹ در آمریکای شمالی عرضه شد. بازی، به شکل اختصاصی برای کنسول اکس‌باکس ۳۶۰ طراحی و ساخته شد. نسخه‌ای ارتقاء یافته از این بازی در سال ۲۰۱۶ برای مایکروسافت ویندوز و اکس‌باکس وان در دسترس قرار گرفت. دنباله‌ای برای این بازی نیز تحت عنوان نبردهای هیلو ۲ توسط شرکت ۳۴۳ اینداستریز، در فوریه ۲۰۱۷ منتشر شد.
| گردآورنده  | امتیاز |
| ---------- | ------ |
| گیم‌رنکینگز | ۸۲٪    |
| متاکریتیک  | ۸۲٪    |

| ناشر                   | امتیاز                              |
| ---------------------- | ----------------------------------- |
| سی‌وی‌جی                 | ۷٫۹/۱۰                              |
| یوروگیمر               | ۸٫۰/۱۰                              |
| گیم اینفورمر           | ۹٫۰/۱۰                              |
| گیم‌اسپات               | ۶٫۵/۱۰                              |
| گیم‌اسپای               | [ ۶ ]                               |
| آی‌جی‌ان                 | ۸٫۴/۱۰ (US) ۹٫۰/۱۰ (AU) ۸٫۲/۱۰ (UK) |
| اواکس‌ام (ایالات متحده) | ۹٫۰/۱۰ (UK)                         |
| ایکس پلی               | [ ۱۱ ]                              |